# Himantopus knudseni
Himantopus knudseni — вид сивкоподібних птахів родини чоботарових (Recurvirostridae).

## Таксономія
Таксон вважається підвидом Himantopus himantopus knudseni або Himantopus mexicanus knudseni, або окремим видом Himantopus knudseni.

## Поширення
Ендемік Гавайських островів. 92 % популяції мешкає на островах Мауї, Оаху та Кауаї, решта — на Ніїхау, Молокаї та Гаваї, зрідка трапляється на Ланаї.

## Опис
Птах виростає завдовжки до 38 см. Голова, спина, крила та хвіст чорні. У самиць спина з коричневим відтінком. Лице, груди та черево біле. Над оком є біла цятка. Дзьоб довгий, тонкий та чорного кольору. Ноги рожевого кольору та дуже довгі.

## Спосіб життя
Мешкає на болотах, неглибоких водоймах, вздовж заболоченого морського узбережжя. Живиться рибою, ракоподібними, комахами, хробаками тощо. Гніздиться невеликими колоніями на неглибоких водоймах. Гнізда — це неглибокі ямки у землі, вистелені камінням, гілочками та травою. У кладці чотири яйця. Незабаром після вилуплення молодь з батьками залишає гніздо.